# St. Sebastian (Affaltern)

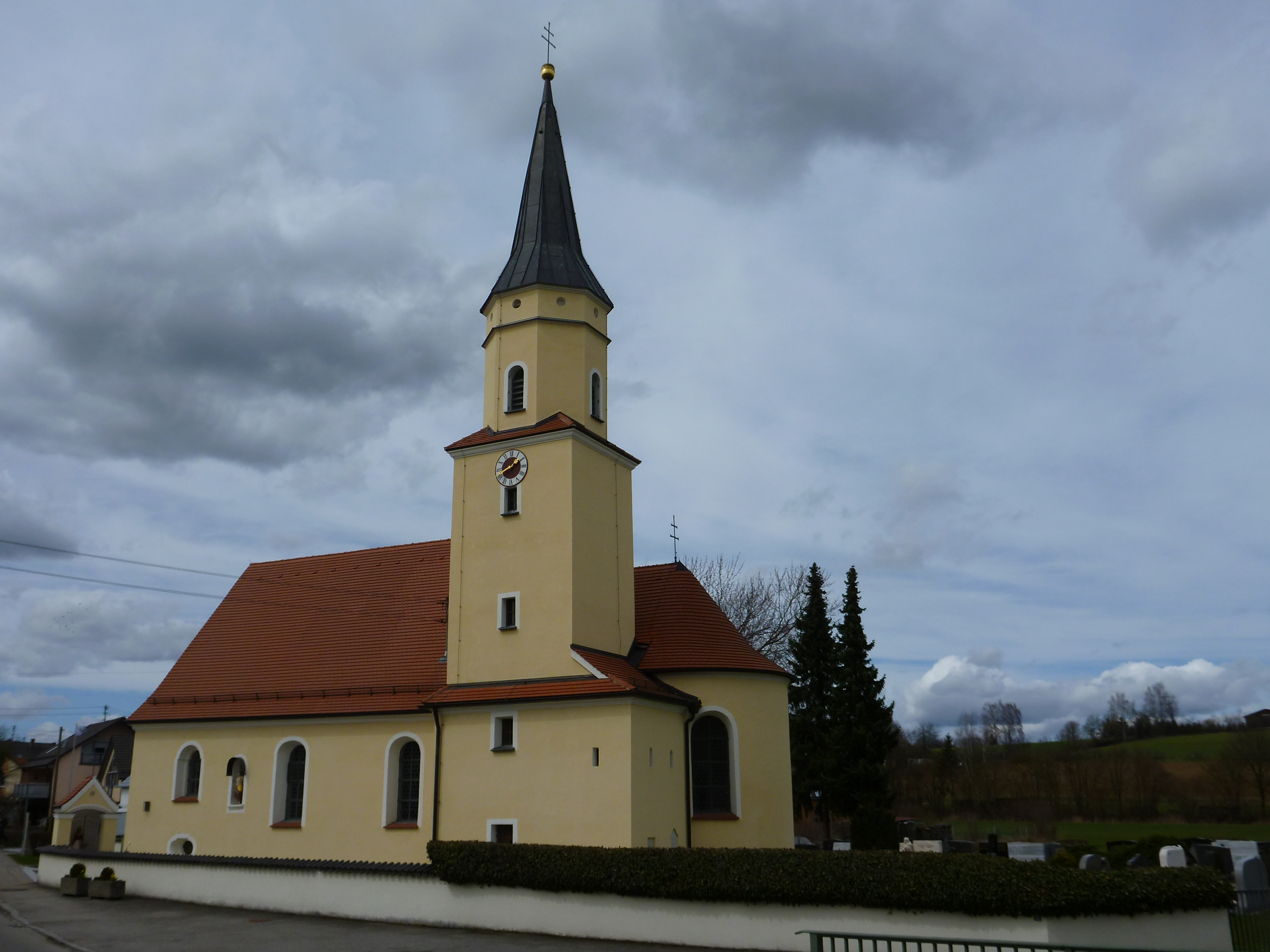
Kirche St. Sebastian in Affaltern

Die katholische Pfarrkirche St. Sebastian in Affaltern, einem Ortsteil der Marktgemeinde Biberbach im Landkreis Augsburg im bayerischen Regierungsbezirk Schwaben, wurde 1698 errichtet. Die dem heiligen Sebastian geweihte Kirche an der Pfarrer-Brümmer-Straße 16 ist ein geschütztes Baudenkmal.

## Geschichte

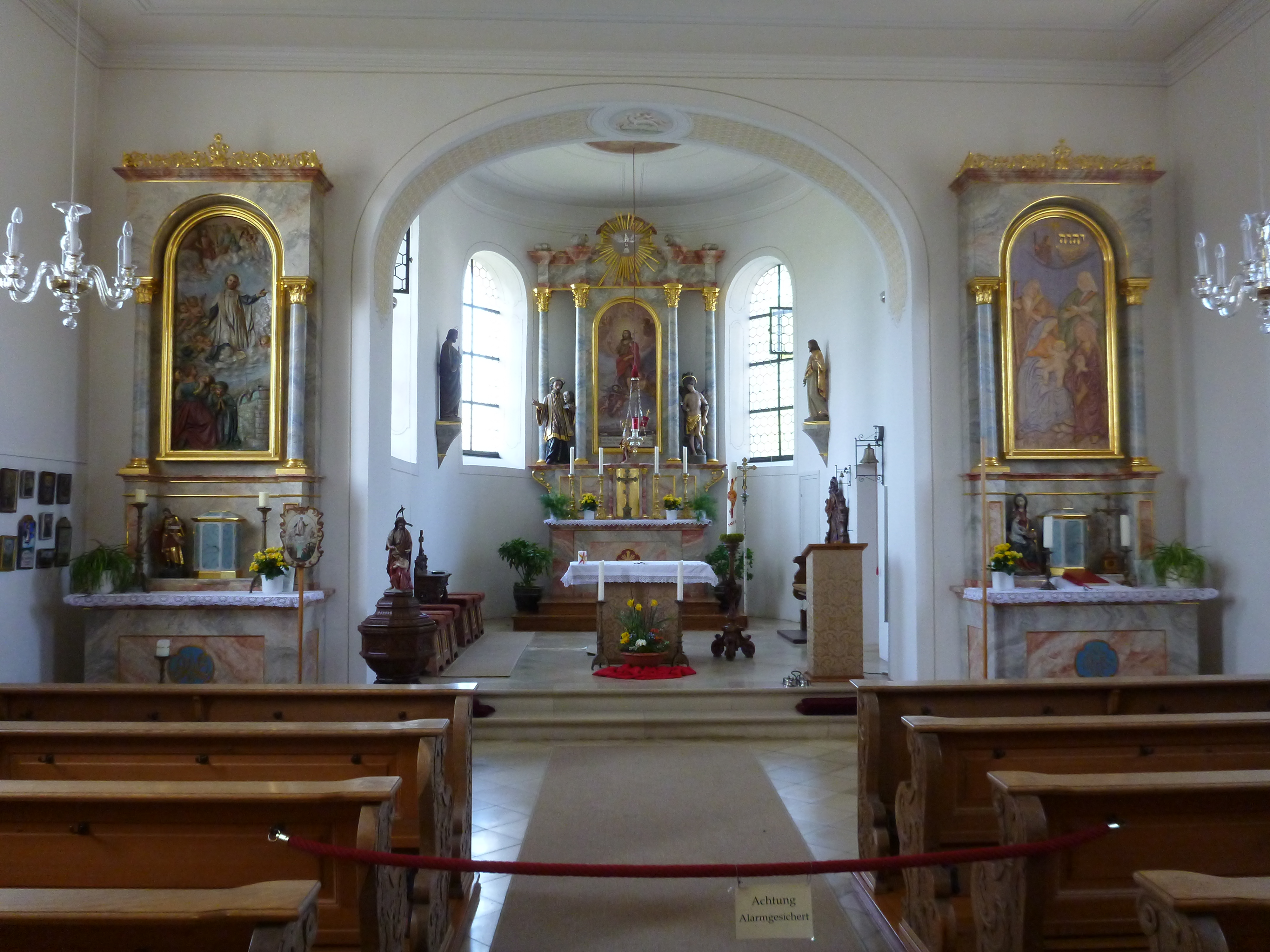
Innenraum

Bis Mitte des 18. Jahrhunderts war Affaltern Filiale der Pfarrei Salmannshofen. Laut einem Vermerk im Urbarium der ehemaligen Pfarrei wurde dort bereits 1262 eine Kirche erbaut.
Der heutige Kirchenbau wurde 1697/98 nach Plänen des Baumeisters Valerian Brenner aus Günzburg errichtet und ersetzte an gleicher Stelle einen Vorgängerbau, dessen Existenz bereits für Jahr 1617 erwiesen ist. Die Grundsteinlegung durch den Kämmerer und Pfarrer Anton Ginter aus Biberbach erfolgte am 16. Juli 1697. Bauherr war der Pfarrer Jakob Hörmann, an den ein Gedenkstein in der Kirche erinnert. Im ersten Bauabschnitt wurde der Turm und Chor der Kirche am 3. Oktober 1697 vollendet. Die Erbauung des Langhauses erfolgte in einem zweiten Bauabschnitt. 1724 wurde ein neuer Hochaltar angeschafft, der nicht mehr vorhanden ist. 1732 ist die Gründung einer St.-Albans-Bruderschaft belegt.
1758 wurde die Pfarrei Salmannshofen nach Affaltern übertragen und die Filialkirche St. Sebastian zur Pfarrkirche erhoben. Mit der Transferierung des Pfarrsitzes wurde neben der Kirche von Affaltern auch ein Friedhof angelegt und ein neues Pfarrhaus errichtet, das in den 1960er Jahren abgerissen wurde. 1779 war das Gotteshaus laut einem Bericht in „elendem Zustand, ganz verraucht und kohlschwarz“. Aus Anlass der 250-Jahr-Feier der Pfarrei erfolgte 2007/08 eine umfassende Sanierung der Kirche.

## Beschreibung

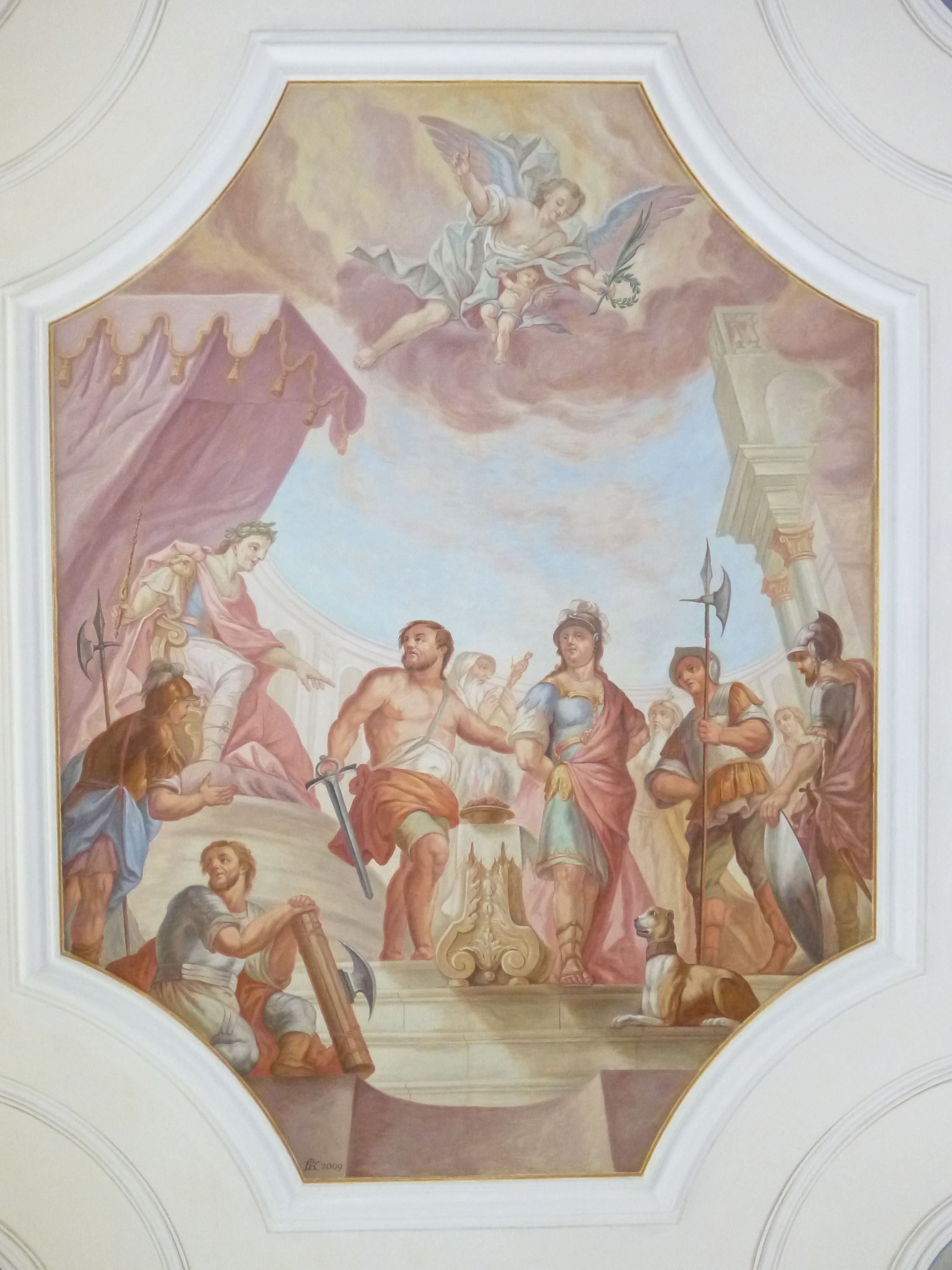
Deckengemälde

Der nach Westen gerichtete einschiffige barocke Saalbau besitzt einen eingezogenen Chor und südlichem Turm mit geknicktem Spitzhelm.

## Ausstattung
Der Hochaltar wurde 2008 nach Entwürfen von Friedrich Brenner und einer Farbfassung von Johannes Riggenmann erstellt. Dabei wurden auch die Seitenaltäre erneuert. Das Altarbild und das Deckengemälde sind eine Neuschöpfung des Kunstmalers Franz Kugelmann.